# Klas Stoltz
Klas Göran Stoltz, född 8 mars 1947, är en svensk uppfinnare och företagare.
Klas Stoltz bildade tillsammans med sin bror Kjell Stoltz och svågern Bo Gustavsson 1981 företaget Färgklämman AB i Stockholm för att utveckla och tillverka färgklämman, ett stöldskydd för textilvaror och skor i detaljhandel. Färgklämman patenterades och tillverkades därefter under många år i Colorplast-fabriken i Järfälla kommun.